# Synagelides annae
Synagelides annae là một loài nhện trong họ Salticidae.
Loài này thuộc chi Synagelides. Synagelides annae được Bohdanowicz miêu tả năm 1979.